# Garden City Bonebreakers 1980
Questa voce raccoglie le informazioni riguardanti i Garden City Bonebreakers nelle competizioni ufficiali della stagione 1980. I dati sono molto incompleti.

## Maschile

### Vaahteraliiga 1980

#### Stagione regolare
| 1980 1ª giornata | Espoo Poli | ? – ? | Garden City Bonebreakers |  |

| 1980 6ª giornata | Garden City Bonebreakers | 0 – 30 | MAJS |  |

### Statistiche di squadra
| Competizione      | %Vittorie | In casa | In casa | In casa | In casa | In casa | In casa | In trasferta | In trasferta | In trasferta | In trasferta | In trasferta | In trasferta | Totale | Totale | Totale | Totale | Totale | Totale |
| Competizione      | %Vittorie | G       | V       | N       | P       | Pf      | Ps      | G            | V            | N            | P            | Pf           | Ps           | G      | V      | N      | P      | Pf     | Ps     |
| ----------------- | --------- | ------- | ------- | ------- | ------- | ------- | ------- | ------------ | ------------ | ------------ | ------------ | ------------ | ------------ | ------ | ------ | ------ | ------ | ------ | ------ |
| Stagione regolare | .000      | ?       | 0+?     | 0+?     | 1+?     | 0+?     | 30+?    | ?            | ?            | ?            | ?            | ?            | ?            | 6      | 0      | 0      | 6      | 14     | 206    |
| Totale            | .000      | ?       | 0+?     | 0+?     | 1+?     | 0+?     | 30+?    | ?            | ?            | ?            | ?            | ?            | ?            | 6      | 0      | 0      | 6      | 14     | 206    |